# Rafael Belaúnde Diez-Canseco
Juan Rafael Atalo Belaúnde Diez-Canseco (Arequipa, 8 de marzo de 1886-Lima, 10 de abril de 1972), fue un abogado, político y diplomático peruano, que desempeñó los cargos de Embajador durante el segundo gobierno del presidente Óscar R. Benavides y Presidente del Consejo de Ministros durante el gobierno del presidente José Luis Bustamante y Rivero (1945-1946). Su abuelo fue el presidente Pedro Diez Canseco, su hermano el intelectual Víctor Andrés Belaunde y su hijo el presidente Fernando Belaúnde Terry.

## Primeros años
Nació en Arequipa, hijo de dos miembros de ilustres familias peruanas. Su padre, Mariano Andrés Belaúnde de la Torre (Arequipa 1849-Lima 1921) un antiguo militante pierolista, y su madre, Mercedes Diez Canseco y Vargas, una ilustre dama de una de las familias más importantes del Perú oligárquico, hija del general Pedro Diez Canseco Corbacho, presidente de la República en tres oportunidades (1863,1865 y 1868), y nieta del general del Ejército Realista, Manuel Diez Canseco y Nieto. De esta unión nacieron Víctor Andrés, Rafael, Mercedes y Dolores Belaúnde Diez Canseco.
Rafael Belaúnde realizó sus estudios primarios y secundarios en su ciudad natal, en los colegios San Vicente y San José. Hizo estudios superiores en la Escuela Técnica de Comercio y en la Escuela de Ingenieros de Lima, de 1901 a 1904, luego en la Universidad Nacional de San Agustín, pero los interrumpió cuando la familia se mudó a la capital a principios del siglo XX, donde los concluyó en la Universidad Mayor de San Marcos, de la que se graduó en doctor en Ciencias Políticas y Económicas (1920) y abogado (1921).

## Vida política
Partidario del caudillo Nicolás de Piérola, como su padre y su hermano Víctor Andrés, desempeñó varios puestos en la administración pública antes de ingresar al servicio diplomático. Vivió activamente la política peruana. 
En 1904 fue secretario del Consejo Superior de Minas y luego de la Junta de Industria en 1905. En 1906 fue nombrado archivista del Senado y, luego de ser bibliotecario y primer oficial, fue secretario de las Comisiones de Presupuesto y Finanzas por diez años. Tras un intermedio como profesor en el Instituto de Lima, regresó como secretario al Senado en 1922.
El 24 de septiembre de 1924, debido a su oposición a la política reeleccionista del presidente Augusto B. Leguía, fue apresado y al día siguiente enviado a la isla San Lorenzo. Exiliado en Francia, vivió en París hasta 1929, cuando se trasladó a Florida para ocupar la jefatura del departamento de Español de la Universidad de Miami. En 1930 al producirse el golpe de Estado a Leguía regresó al Perú y fue convocado por David Samanez Ocampo (presidente de la Junta Nacional) como asesor presidencial, cargo que no aceptó, por no lograr una conciliación política. Regresó entonces a Miami. 
En 1933, regresó al Perú y el gobierno de Óscar R. Benavides lo nombró ministro plenipotenciario en México, luego embajador en Cuba (1936), nuevamente en México (1937) y en Chile (1938). Renunció a esta última embajada en 1939, en protesta por el proceso electoral amañado por Benavides que elevó a la presidencia a Manuel Prado Ugarteche.
Ya de regreso en el Perú, y fiel a sus convicciones democráticas, en 1944 organizó el Frente Democrático Nacional, en apoyo a la candidatura a la presidencia de la República del jurista José Luis Bustamante y Rivero y promovió una coalición con los partidos opositores al continuismo del presidente Manuel Prado, a través de su candidato oficialista general Eloy Ureta, héroe peruano del conflicto con Ecuador de 1941.
Ya como presidente, José Luis Bustamante lo nombró Presidente del Consejo de Ministros y Ministro de Gobierno y Policía, cargos que ejerció desde el 28 de julio de 1945 hasta el 23 de enero de 1946. Ante el desbordamiento de la protesta callejera azuzada por los apristas (que de aliados de Bustamante se habían convertido en opositores), esta fue respondida por una manifestación de las llamadas juventudes independientes (léase antiapristas). A propósito, Belaúnde expresó durante una interpelación del Congreso una frase que muchos entonces le reprocharon: «Si las ideas se combaten con ideas, las masas se combaten con las masas». Renunció a sus funciones ministeriales meses antes de agudizarse la crisis política que enfrentó al presidente Bustamante con los congresistas del APRA y de la Alianza Nacional, cuyo resultado fue la disolución del Congreso en 1947, y luego, el 27 de octubre de 1948, en un golpe de Estado, que desde Arequipa, llevó al poder al general Manuel A. Odría, que gobernaría ocho años consecutivos.
Una vez más viajó a Miami, donde retomó la docencia universitaria. En 1952 volvió definitivamente al Perú, pero se mantuvo alejado de la política.

## Matrimonio
Rafael Belaúnde contrajo matrimonio el 19 de mayo de 1907 con la limeña Lucila Terry y García, con quien tuvo seis hijos:
- Rafael Belaúnde, casado con María Teresa Barreda Olavegoya, nieta de Enrique Barreda y Osma y de Domingo Olavegoya.
- Lucila Belaúnde, casada con el diplomático chileno Miguel Cruchaga Ossa.
- Fernando, presidente del Perú en dos oportunidades. Casado en primeras nupcias con Carola Aubry Bravo y luego con Violeta Correa Miller.
- Mercedes Belaúnde, esposa de Celso Pastor de la Torre, bisnieto de Juan Manuel del Mar.
- Juan Belaúnde, casado con Zulema Fernández Dávila.
- Francisco Belaúnde, expresidente de la Cámara de Diputados en la década de 1980, durante el gobierno de su hermano Fernando.

## Familia
El mayor de sus hermanos, Víctor Mario Rafael Andrés, que adoptó el nombre literario de Víctor Andrés Belaúnde, fue un abogado, filósofo, profesor universitario, historiador y escritor, miembro de la Generación del 900 y autor del libro La realidad nacional; una serie de ensayos sobre el Perú desde el punto de vista del socialismo cristiano, publicado en 1931 como una respuesta a la concepción [marxista] expuesta por el pensador José Carlos Mariátegui en su obra 7 Ensayos de Interpretación de la Realidad Peruana, publicado en 1928. Se dedicó a la diplomacia, llegando a presidir la Asamblea General de las Naciones Unidas y a ser canciller del Perú en 1957. Su ferviente catolicismo lo aproximó a su íntimo amigo José de la Riva-Agüero y Osma. Después de la Segunda Guerra Mundial se alejó de la actividad política. Por su matrimonio con Teresa Moreyra y Paz-Soldán, Víctor Andrés Belaúnde resultó vinculado al expresidente del Banco Central de Reserva, Manuel Moreyra Loredo.
Su hijo, Fernando Belaúnde Terry (1912-2002), arquitecto de profesión y fundador del partido político Acción Popular, llegó a ocupar la Presidencia de la República en dos periodos no consecutivos. El primero fue entre 1963 y 1968. Fue depuesto por un golpe de Estado dirigido por el general Juan Velasco Alvarado, formándose una junta militar de gobierno que se mantuvo en el poder hasta 1980, año en que Belaúnde fue elegido para un segundo mandato en la primera mitad de los años 80.

## Fallecimiento
Rafael Belaúnde Diez-Canseco falleció en Lima en 1972, a los 86 años de edad, dos años después que su esposa. Había sido miembro del Ilustre Colegio de Abogados, del Club Nacional, de la Sociedad Mexicana de Geografía y Estadística y de la Academia Mexicana de Jurisprudencia y Legislación. Su hijo Fernando el cual tras su derrocamiento como presidente en 1968, había estado en el exilió, se le permitió asistir a su funeral por unos días.

## Publicaciones
- Leyes y resoluciones expedidas en la legislatura de 1864-1865 (1912).
- Catálogo de la Biblioteca de la Cámara de Senadores (1913)
- Algunas ideas sobre los registros de estado civil. ¿Se puede inscribir en ellos partidas correspondientes a años anteriores a su establecimiento (1920)
- Una página desconcertante de nuestra historia: el calvario de don Mariano A. Belaunde 1900-1921 (inédito)

## Legado
Su legado democrático y socialdemócrata lo heredó el partido político Acción Popular, fundado por su hijo Fernando Belaúnde Terry, que llegó a ser Presidente de la República en dos ocasiones. En este partido político militaba el abogado Valentín Paniagua Corazao (Cuzco, 1936 - Lima, 2006), que fue elegido Presidente Transitorio entre noviembre de 2000 y julio de 2001, luego de la destitución del Presidente Alberto Fujimori Fujimori.
La Institución Educativa N.º 5036 "Rafael Belaúnde Diez Canseco", ubicada en la urbanización Playa Rímac de la Región Callao, en el Perú y fundada el 22 de julio de 1964, lleva su nombre.

## Institución educativa Rafael Belaúnde Diez Canseco
Institución educativa de gestión estatal, creada mediante RD. N.º 14089 el 22 de julio de 1964 como Escuela Mixta N.º 4747, por iniciativa de la comunidad de Playa Rímac, en la entonces Provincia Constitucional del Callao, siendo su primera directora la Licenciada Hermelinda Escalante. En 1970 cambia de nombre a Escuela Primaria N.º 928, y tres años después tomó el nombre de Escuela Primaria N.º 5036. Fue construida con la ayuda de la población, que tuvo que donar el material para su construcción, cercana a un antiguo vagón de tren abandonado.
En el año 1979 se crea el nivel secundario, bajo la dirección del Licenciado Juan Orencio García Ferrer, en cuya gestión se procede al cambio de nombre a Colegio Nacional Rafael Belaunde Diez Canseco. Continuaron con el trabajo en la Dirección los licenciados Irma Boluarte Cipriani y Mario Carrasco Vega.
En 1992, su estructura de la institución quedó seriamente dañada como consecuencia de un atentado a la comisaría de Playa Rímac, perpetrado por Sendero Luminoso, con un coche bomba, cuya onda expansiva afectó gravemente al colegio. Posteriormente fue reconstruido con ayuda de Cordelica. Carlos Carranza Zavaleta e Hilda Palomino Ochante también ocuparon la dirección, que es ejercida actualmente por Roque Cárdenas Jurado. Muchos de sus egresados son ciudadanos de bien, que se desempeñan en el campo empresarial, profesional, policial y militar, sirviendo a la patria desde sus diversas ocupaciones.